# Релеф (скулптура)
Вижте пояснителната страница за други значения на релеф.
Релеф е термин от изобразителното изкуство, един от основните видове на скулптурата, в която всички изображения се създават с помощта на обеми, изпъкващи или вдлъбнати на сравнително плосък фон. Пример за цилиндричен релеф е известната Траяновата колона в Рим. Релефът по такъв начин е противоположност на кръглата скулптура. Фигурното или орнаменталното изображение се изпълнява върху плоскостта на камък, глина или метал с помощта на моделиране или резбоване (гравиране).
В зависимост от предназначението се различават архитектурни релефи (на фронтони, фризове и плочки).

## Видове

### Барелеф
Барелеф (от френски: bas relief – „нисък релеф“) е термин от изобразителното изкуство и скулптурата, с който се обозначава една от разновидностите на релефа, при която формите на фигурите и предметите изпъкват над изобразителната плоскост, по правило, не повече от половината обем.
Барелефът има голямо приложение в архитектурната декорация, паметниците, а също и върху монети, медали, камеи и оброчни плочки.

### Орелеф
Орелеф (от френски: haut-relief – „висок релеф“), при който изпъкналото изображение излиза над плоскостта на фона, по правило повече от половината обем. Най-известен пример за орелеф е Пергамският олтар. Oрелефите често се използват за украшение на архитектурни съоръжения и декоративни изделия. Те позволяват да се изобразят многофигурни сцени и пейзажи.

### Контрарелеф
Контрарелеф (от френски: contra – „против“ и relief – „релеф“) – вид вдлъбнат релеф представляващ своеобразен негатив на барелефа.